# Баскетбол на летней Универсиаде 1970
Баскетбольный турнир на летней Универсиаде 1970 проходил в итальянском Турине с 26 августа по 6 сентября 1970 года. Соревнования проводились среди мужских и женских сборных команд.
Чемпионом Универсиады и среди мужчин, и среди женщин стали советские баскетболисты.

## Медальный зачёт
| Место | Страна       | Золото | Серебро | Бронза | Всего |
| ----- | ------------ | ------ | ------- | ------ | ----- |
| 1     | СССР         | 2      |         |        | 2     |
| 2     | США          |        | 1       |        | 1     |
| 3     | Чехословакия |        | 1       |        | 1     |
| 4     | Куба         |        |         | 2      | 2     |

## Медалисты
|         | Золото | Серебро | Бронза |
| Женщины | СССР · Ирина Акелова · Серафима Ерёмкина · Тамара Калягина · Екатерина Кнет · Татьяна Макарычева · Мария Могилёва · Любовь Никулина · Людмила Остапец · Равиля Прокопенко · Медея Сургуладзе · Вера Хорохорина · Лариса Широкова · Тренер — Станислав Гельчинский | Чехословакия | Куба   |
| Мужчины | СССР · Александр Белов · Сергей Белов · Александр Болошев · Александр Большаков · Иван Едешко · Алжан Жармухамедов · Леонид Иванов · Евгений Коваленко · Анатолий Крикун · Модестас Паулаускас · Прийт Томсон · Валерий Фёдоров · Тренер — Владимир Кондрашин     | США · Джим Климонс · Кенни Дэвич · Боб Форд · Джейк Джонс · Дана Льюис · Джим МакДаниэлс · Джордж МакГиннис · Клифф Мили · Джон Менгельт · Том Паркер · Дэйв Робиш · Дэйв Смит · Тренер — Боб Дэвис | Куба   |